# Mcdonaldizace
Pojem „mcdonaldizace“ poprvé použil americký sociolog George Ritzer ve své knize The McDonaldization of Society (1993). Ritzer využil tento termín k pojmenování takové situace, kdy společnost přijme životní styl podobající se chodu rychlo-obslužných restaurací (fast-foodů) jako je například McDonald's. Mcdonaldizace je charakteristická pro rozvinutou moderní společnost vyznačující se moderním racionálním způsobem uvažování. Předchůdcem Ritzerovy teorie mcdonaldizace, která popisuje přeměnu moderní společnosti, byla teorie racionalizace, jejímž autorem je jeden ze zakladatelů sociologie Max Weber. Dle Webera závisí racionalizace především na hodnotě efektivity a funkčnosti. Na rozdíl od Webera vidí Ritzer základ racionalizace v technokratičnosti a absolutní byrokratické kontrole, která vede k dehumanizaci společnosti. Proces mcdonaldizace není typický pouze pro Spojené státy americké, kde vznikl, ale díky globalizaci se stává takřka celosvětovým fenoménem.

## Předchůdci mcdonaldizace
Restaurace McDonald’s a veškeré charakterističnosti s ní spojené nevznikly samy o sobě. Úspěch restaurací McDonald's byl zaručen správným zkombinováním několika dalších složek, které se rozvíjely během 20. století. Všechny tyto složky zároveň splňují 4 typické rysy mcdonaldizace a jsou tak de facto jejími předchůdci.

### Byrokracie
O byrokracii v moderním pojetí pojednává ve svém díle zejména Max Weber. Podle něj byla byrokracie typickým příkladem racionalizačního procesu. Tvrdí, že v západní kultuře se zrodil nový, dosud nevídaný typ takového procesu, který nazývá formální racionalitou. Tu vystihuje jako hledání optimálních prostředků k dosažení cíle, které má svá pravidla a omezení.
V praxi tato teorie měla dopad takový, že zatímco v minulosti museli lidé objevovat podobné mechanismy sami, dnes jim v takovém rozhodování pomáhají struktury, ve kterých lidé fungují, a které jim diktují, co mají dělat.

### Vědecký management
Zakladatelem byl Frederick W. Taylor, který sestavil sérii kroků namířených k racionalizaci práce. Prováděl tzv. ‚‚studie času a pohybu” u dělníků, které již považoval za poměrně efektivně pracující, aby objevil nejlepší možný způsob výkonu práce. Složité úkoly následně rozděloval na menší úseky, které vykonávali jednotliví dělníci, čímž jejich práci sice zefektivnil, avšak dehumanizoval, tzn., že s lidmi bylo zacházeno spíše jako s roboty a jejich práci tím značně odosobnil. Z práce se vytratila jedinečnost člověka, každý dělník se stal lehce nahraditelným. Dělníci byli nuceni vykonávat jednu opakovanou činnost, a tedy nebylo využito všech jejich předností.

### Montážní linka
Popularizována zejména díky Henrymu Fordovi a jeho efektivnímu užití této linky v jeho automobilce. To, co každý dělník dělá na pásu, je vysoce předvídatelné a ve finále je každý produkt totožný. Následně se montážní linka prosazuje i v dalších odvětvích včetně potravinářského.
Je totiž mnohem ekonomičtější postavit velké množství vysoce specializovaných, nekvalifikovaných dělníků k pohyblivému pásu, než dát stejný počet řemeslníků do dílny a požádat je, aby sestrojili auto.

## Typické rysy mcdonaldizace
Podle Ritzera je proces mcdonaldizace charakterizován 4 nejdůležitějšími aspekty – efektivita, vypočitatelnost, předvídatelnost a kontrola.
Tento proces se však netýká pouze politiky fast-foodů. V moderní době se fenomén rychlo-obslužných restaurací dostává i do každodenního života. Vytváří z původních tradičních hodnot novou hybridní společnost a její kulturu. Využívání principů mcdonaldizace vede podle Ritzera k iracionalizaci a dehumanizaci tradičních hodnot. Ve zjednodušeném podání má mcdonaldizace tyto 4 základní rysy, které lze vysvětlit na principu fungování samotného fast-foodu McDonald‘s:

### Efektivita: zrychlování a co nejvíce
Stojí na výběru ideálních prostředků k dosažení cíle, a to v co nejkratším časovém úseku. Na příkladu fast-foodů to znamená, obsloužit co nejrychleji co nejvíce zákazníků. Tento princip spočívá v oboustranné spokojenosti. Prodejce nabude vyšších tržeb a zákazník ušetří mnoho času.
Návštěva fast-foodu se jeví zákazníkovi jako velmi efektivní. Nejen, že nemusí nic nakupovat, ale nemusí ani vařit. Velké parkoviště zákazníkovi ušetří čas, cesta k pultu je velmi krátká a nabídka je jen omezená-tak aby zákazník nemusel dlouho vybírat. Efektivní by měla být i samotná konzumace, tudíž je i jídlo vytvořeno tak, aby jej zákazník co nejrychleji zkonzumoval a neblokoval místo nově příchozím hostům. To je také důvod, proč jediné kuřecí maso v McDonald's jsou McNuggets-nemají kosti a nezabírají tolik času na konzumaci.

#### Vypočitatelnost
Ritzer u mcdonaldizace zdůrazňuje věci, které mohou být zkalkulovány, spočítány a kvantifikovány. Vychází z tendence, že kvantitu lze považovat za ekvivalent kvality.
McDonald's informoval svými obrovskými nápisy o milionech prodaných hamburgerů. To mělo indikovat, že úspěch s tolika prodanými pokrmy značí jejich kvalitu. Příklad vypočitatelnosti lze uvést také v dalších, rychloobslužných zařízeních, a to nejen u kvantity prodaného zboží. Například hamburger Whooper® od společnosti Burger King (jako český překlad můžeme použít „obrovská věc“), stejně tak Big Mac®. Takový název má zákazníka informovat o tom, že dostane opravdu velkou porci jídla. Velikost produktu však exponuje nejen jejich pojmenování, ale i samotný vzhled. Housky u hamburgerů jsou záměrně nadýchanější a za zmínku stojí rovněž hranolky, které jsou speciální lopatkou nabírány tak, aby evokovaly dojem, že z obalu překypují.

#### Předvídatelnost
Lidé v racionální společnosti chtějí vědět, co mohou očekávat, kdekoliv a kdykoliv. Vyhýbají se pocitu nejistoty a překvapení. A tak kladou důraz na disciplínu, pořádek, systematizaci, rutinu a jednoduchost.
Předvídatelnost těží z toho, že společnosti lidem tyto jistoty poskytují. A to například formou identických prostředí v jednotlivých typech restaurací či hotelů. Předvídatelnost v mcdonaldizaci značí stejná loga, oblečení zaměstnanců i standardně neměnné oslovování zákazníků. Tyto nástroje tak neslouží jen jako Corporate identity podniku, nýbrž také jako nástroj budování důvěry. Na tomto principu jsou postaveny například i hromadné zájezdy, kdy jsou plány prohlídek postaveny tak, aby se turisté vyhnuli nadměrnému kontaktu s tamní kulturou.

#### Kontrola
Kontrola v mcdonaldizaci vychází z nejistoty a nepředvídatelnosti lidského faktoru. Hledá tak prostředky, které by zlepšily kontrolu jak nad zaměstnanci, tak i nad zákazníky. Mezi techniky kontroly lze zařadit stroje, ale také naučené úkony, postupy a techniky. Ritzer však poznamenává, že tyto techniky slouží i ke zvyšování efektivity a ziskovosti.
Společnost McDonald's tak vytvořila pracovní postupy, které zvládne i člověk neznalý kuchařské profese. Prvním důvodem může být zefektivnění výroby, jako další důvod však Ritzer uvádí zaměstnávání mladých lidí, kteří tyto úkony zvládnou a díky své mladistvé vstřícnosti se těmto úkolům snáze přizpůsobí.

## Kritika Ritzerova díla
George Ritzer bývá často kritizován za neobjektivitu právě v otázce mcdonaldizace. Sociologická komunita u něj postrádá pohled z více úhlů. V Mcdonaldizaci společnosti vychází pouze z teorie Maxe Webera a nehodnotí problém z více pohledů. Tímto způsobem se Ritzerova teorie považuje za vlastní subjektivní názor a jakousi iluminátskou teorii. V knize nejsou vyzvedávány světlé stránky a je jí tak vyčítán i přílišný pesimismus i nadměrná kritika.

## Iracionalita racionality
Mcdonaldizace produkuje řadu iracionalit. Dobrým příkladem je tzv. efektivnost, kterou lidem firmy prezentují jako výhodný benefit jejich služeb. Efektivní je však pouze pro akcionáře, vrchní management a vlastníky dané firmy. Pro ostatní to znamená sekundární komplikace. Bankomaty byly vytvořeny proto, aby umožnily vybírat a vkládat hotovost 24 hodin denně, nezávisle na bankovních úřednících. Paradoxně se však před nimi často tvoří fronty, občas se porouchají a přidělávají lidem práci navíc.
Víno obsahující mizivé množství hroznů, kečup bez pravých rajčat – typické iracionality, které zákazníky provázejí při nakupování v supermarketech. Všechny iluze o těchto produktech jsou vytvářeny proto, aby zákazníci nebyli zasaženi plnou racionalizací výroby těchto produktů, protože vyrábět z náhražek je levnější, efektivnější a časově méně náročné.
Iracionalitu vytváří i pracovní prostředí v mcdonaldizovaných společnostech. Pracovní kolektiv se obměňuje v řádu měsíců, protože málokdo vydrží dlouho na místě s dehumanizovaným přístupem, jednotnými směrnicemi a racionalizovanou výrobou. Pracovní kolektiv spolu téměř nekomunikuje a z neustálého předstírání určitých emocí (smějte se na zákazníky) jsou zaměstnanci mnohdy unavení a podráždění.
Tyto racionalizované systémy vedou často k pravému opaku toho, čeho se snaží dosáhnout. Jsou dražší než klasická řešení, produkují více znečištění a ničí pracovní morálku zaměstnanců.

## De-mcdonaldizace
De-mcdonaldizace popisuje reakci společnosti na dehumanizaci zákazníků. Firmy a restaurace začínají vymezovat vůči těm, kteří využívají mcdonaldizaci k získání co nejvíce zákazníků. Snaží se na zákazníka zapůsobit co nejpřívětivěji a vytvořit iluzi jedinečnosti svých produktů i zákazníků. Mezi společnosti, pro které je tento typ managementu charakteristický, patří například Starbucks nebo eBay.
Tzv. „starbuckizace“ se vyznačuje zejména snahou o vytvoření co nejpřívětivějšího prostředí, které své zákazníky láká a vybízí k delšímu pobytu. Přestože je výroba jednotlivých nápojů stejně jako v restauracích McDonald‘s velmi standardizovaná, Starbucks se snaží dávat důraz na kvalitu a exkluzivitu produktů. To se však odráží na ceně, která je svou výší protipólem cen produktů nabízených ve fast-foodech. Přestože se „starbuckizace“ v mnohém od mcdonaldizace liší, mnohé znaky efektivity, vypočítatelnosti, kontroly i předvídatelnosti tu lze také definovat.
Stránky eBay nabízejí obrovské množství různorodého zboží, které je k dispozici všem potenciálním zákazníkům vždy a všude. Na rozdíl od menu McDonaldů, které je totožné na každé pobočce po celém světě, je „menu“ nabízené společností eBay každý den jiné. I přes tuto odlišnost můžeme i zde pozorovat prvky předvídatelnosti, a to v jednotném vzhledu internetových stránek či hodnocení prodejců, které umožňuje zákazníkům posoudit, nakolik je konkrétní koupě riskantní.
Ani „starbuckizace“ ani „eBayizace“ nemají však v současnosti dostatečný potenciál na to, aby proces mcdonaldizace nahradily.

## Příklady mcdonaldizace
Podle Ritzera se stal předchůdcem koncepce mcdonaldizace vynález Američana Henryho Forda – montážní linka. Systému hromadné průmyslové výroby známého od počátků 20. století je proto nazýván fordismus. Zavedení masové hromadné výroby ve Fordových závodech umožnilo této automobilce uvést na trh veliký objem standardizovaných a poměrně laciných automobilů, avšak někdy na úkor jejich kvality. V dnešní době se můžeme s prvky mcdonaldizace setkat téměř všude. Hlavní ukázkou procesu mcdonaldizace v praxi jsou všechny fast-foody. S tímto konceptem se však v současnosti setkáváme i ve vzdělání (McUniversities), zdravotnictví (McHospitals), zábavním průmyslu, mediích nebo cestovním ruchu.

### Mcdonaldizace a vzdělání
Všechny čtyři základní prvky mcdonaldizace můžeme nalézt ve vzdělávacích programech západního světa. Jednotlivé třídy studentů nejsou jejich vyučujícími brány jako skupina jedinců, ale jen jako dav studentů. Cílem vyučujících je pak tento dav bez rozdílu co nejrychleji „nasytit“ předepsanými informacemi. Vztah mezi učitelem a žákem je pak často velmi neosobní (efektivnost). Na univerzitách pak pozorujeme přednáškové sály zaplněné stovkami studentů (vypočítatelnost). Všem studentům jsou „servírovány“ identické informace. Tento postup zajišťuje velmi podobné výstupní výsledky a znalosti studentů napříč státy (předvídatelnost).V současné době slouží však vzdělávací systém spíše k naučení studentů poslouchat, přisvojit si zvyky každodenní práce a připravit se na budoucí zaměstnání (kontrola).

### Mcdonaldizace a zdravotnictví
Ve zdravotnictví můžeme se stále zrychlujícím vývojem technologií pozorovat paradoxní dehumanizaci v přístupu doktorů ke svým pacientům. Záznamy zdravotního stavu pacientů již nejsou evidovány v kartotéce, ale využívá se mnohem modernější technologie – počítače, tablety, aj. (kontrola). Efektivita se projevuje ve snaze co nejrychleji pacienty přijmout, vyšetřit a poslat opět domů, aby svá lůžka uvolnili pro další pacienty. Lékaři operují své pacienty „jako na běžícím pásu“ (vypočítatelnost).

### Mcdonaldizace a zemědělství
Modelovým příkladem je mořská farma určená k chovu lososů. Ryby jsou uzavřeny v obrovských uzavřených sádkách, kde jsou krmeny granulátem s přídavkem růstových drog a chemikálií (efektivita). Aby chovatelé dosáhli typicky růžového masa, přidávají do potravy karoteny, které ryba přirozeně získává ze skořápek korýšů, která pojídá. Veškerá aktivita je zaměřena na co největší sklizeň těch nejkvalitnějších kusů. Losos je pak naporcován na téměř identické filety a prodáván do celého světa (předvídatelnost). Díky produkci farem se pak trh naplňuje velkým množstvím lososího masa, které není příliš drahé a má určitou kvalitu (vypočitatelnost).

### Mcdonaldizace a náboženství
V posledních letech vzrostl počet tzv. televizních kazatelů. Dokonce i Vatikán má vlastní televizní centrum, skrze které provádí bohoslužby pro mnohem větší počet věřících, než kterých by se sešlo v kostelech a katedrálách (efektivita). Vše prostřednictvím televize a z pohodlí domova. Kazatelé mají větší kontrolu nad svým projevem a lepší přehled o věřících (kontrola). Kázání je kratší a má jednotnou podobu pro všechny své diváky (předvídatelnost).

### Mcdonaldizace sídlišť
Dostupnost automobilů vedla ke vzniku mnoha předměstských sídlišť. Tato sídliště byla dopředu plánována jako komunita, která může samostatně fungovat. Práce dělníků na takových sídlištích byla racionalizována stejně jako tomu je u montážní linky, zde se však nepřemisťuje produkt, nýbrž dělník. Mcdonaldizací sídlišť se zde myslí, že taková sídliště jsou si značně podobná, ať už tyto panelové domy stojí kdekoliv na světě. Jejich výstavba a následný život v nich probíhají velmi podobně.

### Nákupní centra
Nákupní centrum splňuje všechny základní charakteristiky mcdonaldizace. Obsah nákupních center se podobá, ať už je člověk kdekoliv. Zároveň tato centra poskytují prostor pro existenci rychloobslužných podniků, mezi které patří také McDonald’s. Vzájemně se tedy doplňují – nákupní centrum poskytuje předvídatelné, uniformní a profitující místo. Podnik naopak zaplňuje část prostoru, která by jinak zůstala pravděpodobně prázdná.

## Mcdonaldizace vs. racionalizace
Racionalizace dle Ritzera je rozumově zdůvodněná organizace činností, samotná mcdonaldizace je pak racionalizací nejvyššího stupně. Mcdonaldizace je význačná tím, že jeden úkol rozdělí na mnoho dalších úkolů. Takhle rozbitou strukturu poté sváže dohromady logickým a efektivním řešením, při němž dosáhne opakovaně stejného výstupu a kvality. Mcdonaldizace však na rozdíl od Ritzerovy racionalizace vytváří tzv. iracionality. Příkladem může být řetězec fast-foodových restaurací – jídlo, už podle názvu, má být servírováno rychle, ale přitom se před pokladnami tvoří velké fronty.

## Budoucnost mcdonaldizace
Proces mcdonaldizace bude s největší pravděpodobností nadále pokračovat, protože se jeho hnací faktory slučují s cíli společnosti. Jednak jde o vyšší zisk a nižší ceny. Užitím technologií a omezením lidského prvku dochází k větší efektivitě a nižším nákladům. Dalším faktorem jsou naše kulturní sklony, jejichž přirozeností je vyhledávání efektivnosti, vypočitatelnosti, předvídatelnosti a kontroly. Třetím důvodem jsou moderní trendy, kdy např. v rodině běžně pracují oba rodiče. Kvůli časovému vytížení se tak i v rodinách hledají rychlejší a efektivnější cesty třeba právě ve stravování. George Ritzer nazval tuto situaci, kdy mcdonaldizace v souladu se společenským vývojem čím dál více a téměř nevyhnutelně ovlivňuje život každého jedince, železnou klecí mcdonaldizace.

## Jak se vyrovnat s mcdonaldizovanou společností podle George Ritzera
V případě některých lidí se hovoří o tzv. sametové kleci mcdonaldizace, jelikož jim procesy související s mcdonaldizací vyhovují. Takoví lidé dávají přednost životu, ve kterém není nutno příliš mnoho kreativity v rozhodování. Postoj vůči mcdonaldizaci však není jednotný. Společnost by se podle vnímání mcdonaldizace dala rozdělit do tří skupin.
- Pohodlný typ (The comfortable type) – Má rád neosobnost železné klece mcdonaldizace a doufá v mcdonaldizaci všeho ve svém okolí.

- Vytížený typ (The busy type) - Je s mcdonaldizací smířený, protože ačkoliv nemusí se vším souhlasit, v mnoha aspektech mu zpříjemňuje a zjednodušuje život.

- Ambivalentní typ (The ambivalent type) - Takový člověk v sobě kombinuje odmítavý postoj a zároveň rezignaci na snahu vývoj mcdonaldizace zvrátit.

George Ritzer publikoval metody, kterými lze s mcdonaldizací bojovat. Zejména se dá bránit otevřenou kritikou a vytvářením tlaku ze strany zákazníků. Důležité jsou také alternativy, které se místo na kvantitu a rychlost soustředí na kvalitu. Jako příklad může sloužit např. B&B, neboli lůžko a snídaně, kdy se lidé mohou ubytovat v něčí domácnosti, čímž se vytváří alternativa k neosobním hotelovým pokojům. Úspěšné alternativy však mohou podléhat mcdonaldizaci kvůli ekonomickým vlivům. Rostoucí poptávka vedla k mcdonaldizaci konceptu B&B, kdy hostitele vystřídali manažeři, což vedlo k úpadku kvality (prach, připálené snídaně, nekvalitní káva, neosobní přístup atd.)

## Jak bojovat s mcdonaldizací
- vyhýbat se rutině, snažit se každý den dělat věci jinak
- vyhýbat se sériovým výrobkům
- nenavštěvovat rychloobslužné restaurace
- podporovat alternativy jako např. malé rodinné podniky, soukromníky
- netrávit příliš mnoho času u televize
- mít iracionální útulky – být pánem svého času, věnovat se zálibám bez ohledu na jejich užitek
- chovat se ekologicky
- nenechávat na ostatních to, co dokáže člověk vykonat sám
- kupovat pouze sezónní ovoce
- Fair trade[2][5]